# Chiesa di San Vigilio (Dimaro Folgarida)
La chiesa di San Vigilio è la parrocchiale di Monclassico, frazione di Dimaro Folgarida in Trentino. Risale al XIII secolo.

## Storia
Una prima citazione documentale sulla chiesa di Monclassico risale al 1240 e riguarda una vertenza privata relativa a confini tra proprietà.
Ottenne dignità curiaziale nel 1610, legata alla pieve di Malè.
Nell'ultimo quarto di secolo del Settecento la chiesa originale venne riedificata per ampliarla e adeguarla alle rinnovate esigenze dei fedeli.  Subito dopo iniziò la decorazione degli interni con stucchi e affreschi. Dell'antico complesso rimase la torre campanaria.
La solenne consacrazione del nuovo edificio venne celebrata nel 1825.
Nel 1919 venne elevata a dignità parrocchiale.
A partire dalla seconda metà del XX secolo fu interessata da interventi restaurativi aventi lo scopo sia di modificarne alcune parti sia di aggiornarne la manutenzione. L'esterno venne consolidato con un nuovo muro di sostegno, considerando che la chiesa si trova su una posizione elevata del terreno, inoltre fu rinnovata la pavimentazione e vennero ritoccati gli affreschi per assicurarne il mantenimento. Fu effettuato l'adeguamento liturgico nella zona presbiteriale con l'eliminazione della balaustra e venne installato un impianto per il riscaldamento.
Un ultimo ciclo di restauri è stato attivato col XXI secolo col rinnovo della copertura del tetto (con scandole invece che col rame), con la ripulitura delle parti in marmo e un controllo del campanile e della sua cuspide a piramide.